# 佛讚寺
佛讚寺（輔信宮），也稱王公廳，原址位在台灣台北市大安區信義路3段99巷15號街廓聚落，是主祀輔信王公之民間信仰廟宇，曾是台北市唯一的輔信王公廟。
建物興建於日治時代1910年代，為楊家的「公嬤廳」（祠堂），戰後1953年從桃園大園竹圍福海宮分靈，在正廳供奉，名為佛讚寺（輔信宮）。祭典日期是每年農曆之三月初八和十月十五。
2017年7月，位於信義路三段99巷15號(跟師大附中只有一巷之隔的右後方)王公廳發生火災，百年聚落和廟埕幾乎付之一炬，最終神尊被請至桃園，原址待重建完成前，暫成了一個空殼。